# Agyrtacantha
Agyrtacantha là một chi chuồn chuồn trong họ Aeshnidae.

## Các loài
Các loài được ghi nhận thuộc chi này như:
- Agyrtacantha dirupta (Karsch, 1889)[2]
- Agyrtacantha microstigma (Selys, 1878)
- Agyrtacantha othello  Lieftinck, 1942
- Agyrtacantha tumidula Lieftinck, 1937